# 長崎バスジャック事件
長崎バスジャック事件（ながさきバスジャックじけん）とは、1977年（昭和52年）10月15日に長崎県で発生したバスジャック事件。北九州バスジャック事件（きたきゅうしゅうバスジャックじけん）とも呼ばれる。
本事件は犯人の男2人によって引き起こされ、犯人の1人は射殺され、人質は全員救出された。2000年に西鉄バスジャック事件が発生するまでは、この長崎バスジャック事件が日本史上最大規模のバスジャック事件であった。
なお、本事件の通称は「長崎バスジャック事件」だが「長崎県内で発生したバスジャック事件」の意であり、長崎バス（長崎自動車）の車両がバスジャックされた事件ではなく、被害に遭ったのは西肥自動車のバスである。また、事件が発生した平戸 - 佐世保 - 長崎間の路線バスは既に廃止となっている。

## 経過
1977年10月15日午前、長崎県平戸発佐世保・大村経由長崎駅前行きの西肥自動車の路線バス（三菱ふそうMP517M、F623号車、登録番号：佐世保22か・344）が、途中の大村市内を走行中、改造銃や手製爆弾で武装した白い覆面姿の2人組の男に乗っ取られた。その後、バスは給油のため長崎市茂里町にある南国殖産のガソリンスタンドに立ち寄ったが、スタンド従業員からの通報を受けた長崎県警察はバスのエンジンスターターを不作動にする措置を行い、バスを包囲した。
犯人たちは乗客5人の解放と引き換えに食料（寿司30人前）や飲料（コーラ30人前など）、毛布50枚を要求した。また、法務大臣の瀬戸山三男と新自由クラブ（当時の野党）代表の河野洋平、政治評論家の細川隆元を連れて来なければ交渉には応じない、などと主張した。この時に犯人たちは自らを「阿蘇赤軍」と極左を想起させる団体名を名乗ったが、右翼的な論調が目立つ保守派の細川を「先生」と呼ぶなど、思想的な見地からは矛盾する発言が目立ち、長崎県警察では早い時点で犯人は赤軍派とは無関係と判断していた。実際に政治思想とは何ら関係ない身代金を狙った場当たり的な犯行であった。
犯人は人質の女性の首に爆発物のようなものを巻き付け、また車内の窓に針金のようなものを張り巡らし「窓が一枚でも割れたら爆発する」などと脅迫していたが、警察官が差し入れを行った際に針金の一部が外れたものの爆発しなかったことから、女性の首に巻かれた爆発物が偽装であることを警察に把握されていた。
警察は犯人たちに対し説得を行ったが、人質の体力が限界に達したとして、事件発生後18時間経過した翌16日午前4時25分、警察官の一人が説得しながら最終的に「撃つなら撃て、俺を撃ってみろ!」と犯人を挑発したところ、主犯格の男が手製爆弾を投擲。爆発した瞬間に突入部隊は一斉にバス内部へ突入した。この時警官3名が拳銃を発砲し（合計7発）、被弾した主犯の男が20分後に死亡、もう1人の犯人は重傷を負った。人質16人は全員無事に救出された。
犯人射殺による人質事件の解決は、1970年5月12日に発生した瀬戸内シージャック事件以来2例目となった。また本事件の約1年3ヵ月後の1979年1月26日に発生した三菱銀行人質事件以降、日本国内における人質立てこもり事件で犯人射殺により解決に至ったケースは存在しない。
また、警察は朝食として味噌汁を差し入れ、犯人の一人が味噌汁の入った鍋の取っ手をつかんだと同時に犯人を取り押さえ、バスに突入する作戦を検討していたが、事件発生翌日の明け方の時間帯に突入が行われたため、この作戦は実施されなかった。
重傷を負った犯人には、懲役6年の判決が言い渡された。

## 報道
この事件は長崎放送とテレビ長崎が、突入から逮捕、人質救出までの様子を全国に中継しているが、後側からズームカメラで写した映像がVTR保存されており、この映像は鮮明に写っている（近距離の映像は16mmフィルムで撮影されているため不鮮明である）。当時の長崎県内の民放テレビ局はこの2局だけで、テレビ長崎は当時日本テレビ系列とフジテレビ系列のクロスネット局だった（突入が行われた時間帯は日本テレビ系列の番組をネット）。またNHK長崎放送局もバス運転席側から突入の瞬間を撮影している。
長崎放送では事件発生当日夜に、パトカーに対するカージャックを題材にした映画『続・激突!/カージャック』が、テレビ朝日系列フルネット局において同年7月に『日曜洋画劇場』として放送されたものを『ゴールデン洋画劇場』として放送していたが、その番組を中断してこの事件の生中継が放送された。長崎放送では事件発生当日にフィルムカメラのオーバーホールが行われており、また中継車を翌日のゴルフ中継のために準備させていたが、最終的にゴルフ中継に支障が出るとしても中継車を事件現場に投入すべきとの意見が通り、人質救出の様子を中継することとなった。
また、テレビ長崎が日本テレビ系列局として日本テレビに送ったこの事件の取材映像が、日本テレビ制作の朝のワイドショー番組『ミセス&ミセス』でも使われたが、この番組がテレビ長崎ではなく長崎放送で時差ネットされていたため、テレビ長崎の取材映像が長崎放送で放送されることとなった。当時は取材がフィルム主体で前述のオーバーホールで出遅れ気味だった長崎放送に比べ、取材を優位に進めていたテレビ長崎では、社内で当該番組を見た全員が驚いたという。

## 事件後
バスジャックに遭った車両は、警察の捜査後に西肥自動車へ返還され、修理を受けて営業用に復帰し、1995年（平成7年）まで使用された後に廃車された。
その後、当該車両は個人の手に渡り、長崎県内の山中に置かれ、物置きとして使われていることが、事件から40年以上経った2018年に報じられた。バスは朽ち錆びてボロボロになっていたが、車体には事件当時の広告が貼られたままであった。